# Liège-Bastogne-Liège 1961
La 47e édition de Liège-Bastogne-Liège a eu lieu le 15 mai 1961 et a été remportée par le Belge Rik Van Looy. 

## Arrivée de la course
Trois hommes se présentent à l'arrivée située aux Terrasses de Liège. Le champion du monde Rik Van Looy s'impose facilement devant le Français Marcel Rohrbach et son coéquipier Armand Desmet. Il est à noter que quatre des cinq premières places sont prises par des coureurs de l'équipe Faema de Rik Van Looy.
137 coureurs étaient au départ. 38 rejoignent l'arrivée.

## Classement
| n° | Coureur                 | Équipe          | Temps           |
| -- | ----------------------- | --------------- | --------------- |
| 1  | Rik Van Looy            | Faema           | 6 h 44 min 34 s |
| 2  | Marcel Rohrbach         | Peugeot-BP      | m.t.            |
| 3  | Armand Desmet           | Faema           | m.t.            |
| 4  | Piet van Est            | Faema           | à 42 s          |
| 5  | Guillaume Van Tongerloo | Faema           | m.t.            |
| 6  | Emile Daems             | Philco          | m.t.            |
| 7  | Pierre Ruby             | Peugeot-BP      | m.t.            |
| 8  | Luis Otaño              | Saint-Raphaël   | m.t.            |
| 9  | Alfons Hermans          | Dr. Mann        | m.t.            |
| 10 | Jef Planckaert          | Wiel's-Flandria | m.t.            |